# Organisten (Gattung)
Die Organisten (Euphonia) sind eine Gattung neotropischer Singvögel innerhalb der Familie der Finken (Fringillidae). Sie bilden zusammen mit den fünf Arten der Grünorganisten (Chlorophonia) die Unterfamilie Euphoniinae.

## Beschreibung
Die meisten Organisten sind dunkel metallisch blau an der Oberseite und an der Unterseite leuchtend gelb. Viele Arten haben eine sich abhebende helle Stirn und weiße Unterseiten. Einige haben helle blaue Flecken auf dem Kopf und/oder eine orange-farbene Unterseite.

## Vorkommen und Lebensweise
Das Verbreitungsgebiet umfasst Grasländer und bewaldete Gebiete in Mittelamerika, den karibischen Inseln und Südamerika. Sie ernähren sich überwiegend von Früchten.

## Systematik
Folgende 24 Arten sind anerkannt:
- Buschorganist (Euphonia affinis)

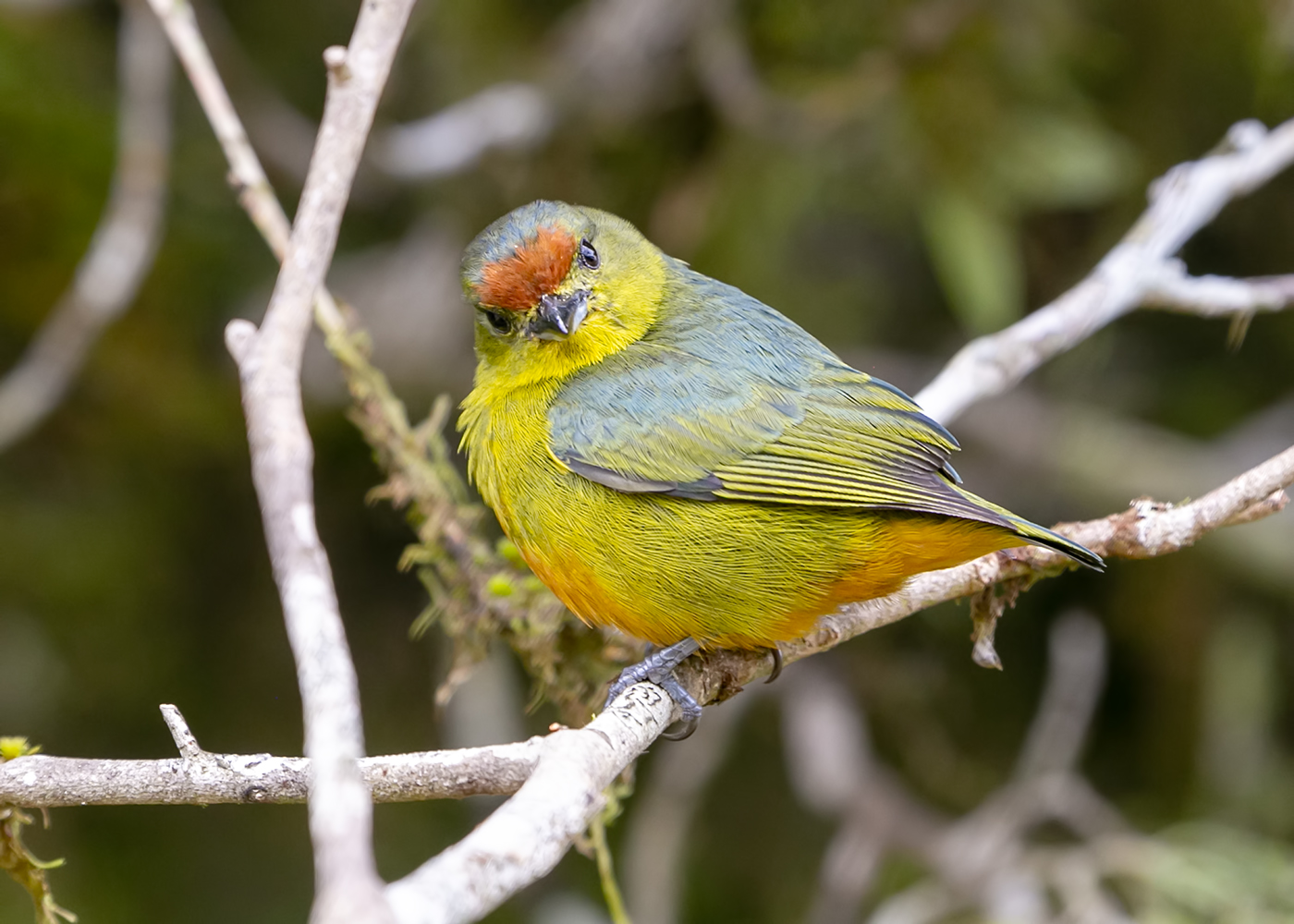
Stirnfleckenorganist (E. imitans), Weibchen

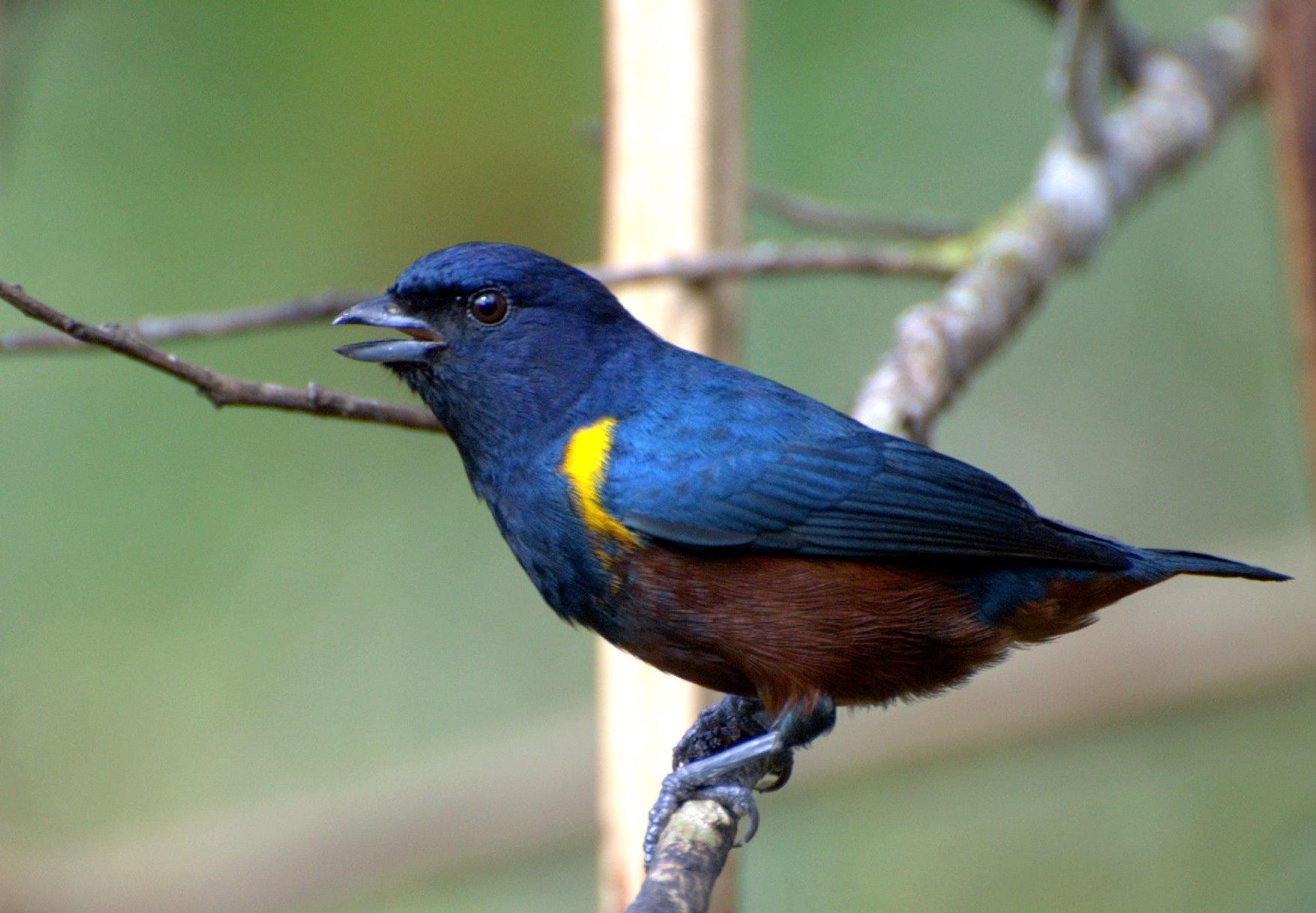
Braunbauchorganist (E. pectoralis)

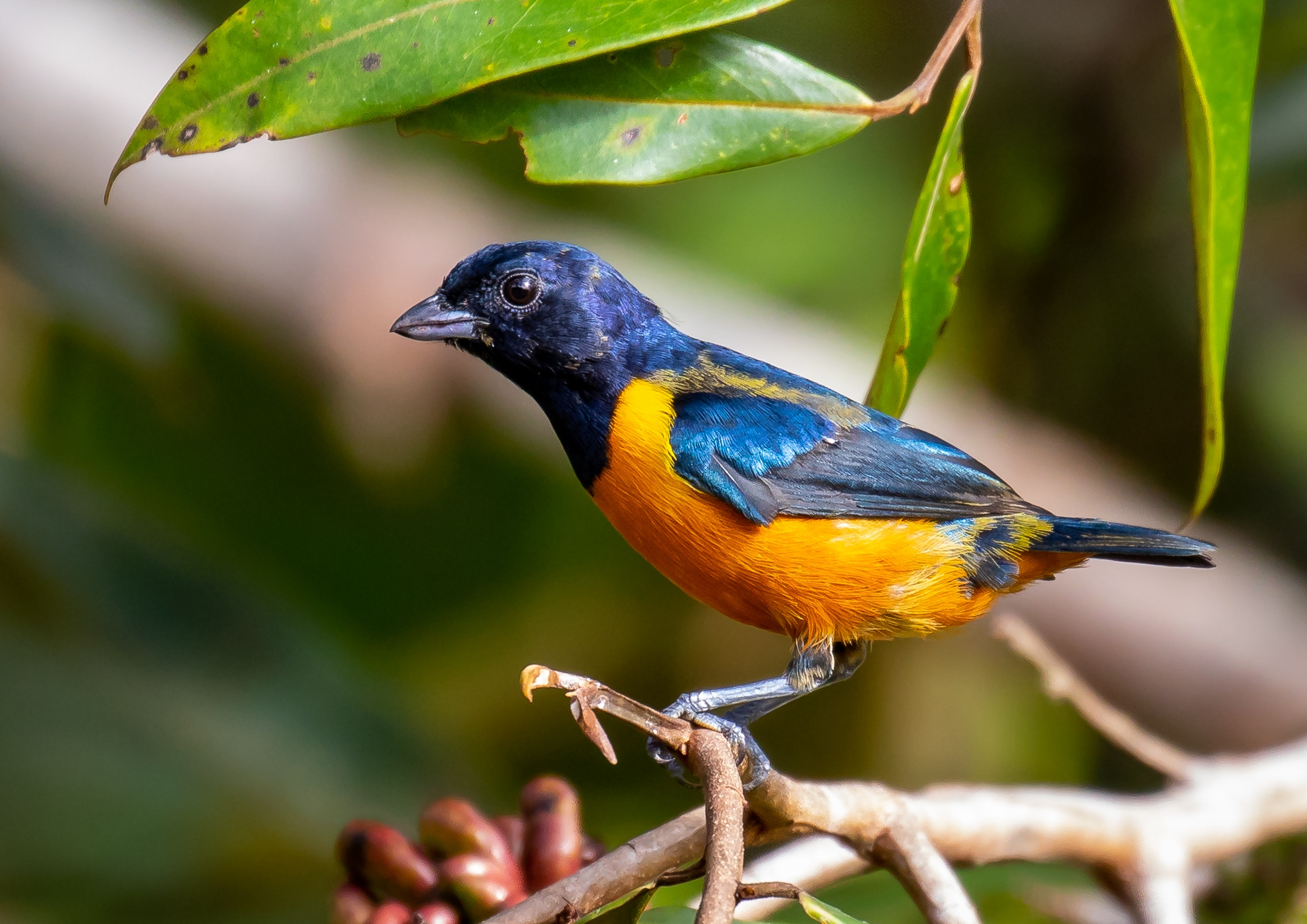
Rotbauchorganist (E. rufiventris), junges Männchen

- Braunscheitelorganist (Euphonia anneae)
- Cayenneorganist (Euphonia cayennensis)
- Grünkehlorganist (Euphonia chalybea)
- Purpurkehlorganist (Euphonia chlorotica)
- Zügelorganist (Euphonia chrysopasta)
- Samtstirnorganist (Euphonia concinna)
- Finsch-Organist (Euphonia finschi)
- Rotsteißorganist (Euphonia fulvicrissa)
- Olivrückenorganist (Euphonia gouldi)
- Schwalbenorganist (Euphonia hirundinacea)
- Stirnfleckenorganist (Euphonia imitans)
- Gimpelorganist (Euphonia jamaica)
- Dickschnabelorganist (Euphonia laniirostris)
- Gelbscheitelorganist (Euphonia luteicapilla)
- Grünscheitelorganist (Euphonia mesochrysa)
- Weißbauchorganist (Euphonia minuta)
- Braunbauchorganist (Euphonia pectoralis)
- Grauorganist (Euphonia plumbea)
- Rotbauchorganist (Euphonia rufiventris)
- Orangescheitelorganist (Euphonia saturata)
- Trinidadorganist (Euphonia trinitatis)
- Veilchenorganist (Euphonia violacea)
- Goldbauchorganist (Euphonia xanthogaster)